# Canthonistis
Canthonistis là một chi bướm đêm thuộc họ Gelechiidae.